# NGC 3510
NGC 3510 est une galaxie spirale barrée relativement rapprochée, de type magellanique, vue par la tranche et située dans la constellation du Petit Lion. NGC 3510 a été découverte par l'astronome germano-britannique William Herschel en 1785.

## Caractéristiques
La classe de luminosité de NGC 3510 est V et elle présente une large raie HI. Elle renferme également des régions d'hydrogène ionisé.

### Distance
Sa vitesse par rapport au fond diffus cosmologique est de 1 004 ± 21 km/s, ce qui correspond à une distance de Hubble de 14,81 ± 1,08 Mpc (∼48,3 millions d'al).
À ce jour, 21 mesures non basées sur le décalage vers le rouge (redshift) donnent une distance de 14,320 ± 4,217 Mpc (∼46,7 millions d'al), ce qui est à l'intérieur des valeurs de la distance de Hubble.

## Paire de galaxies

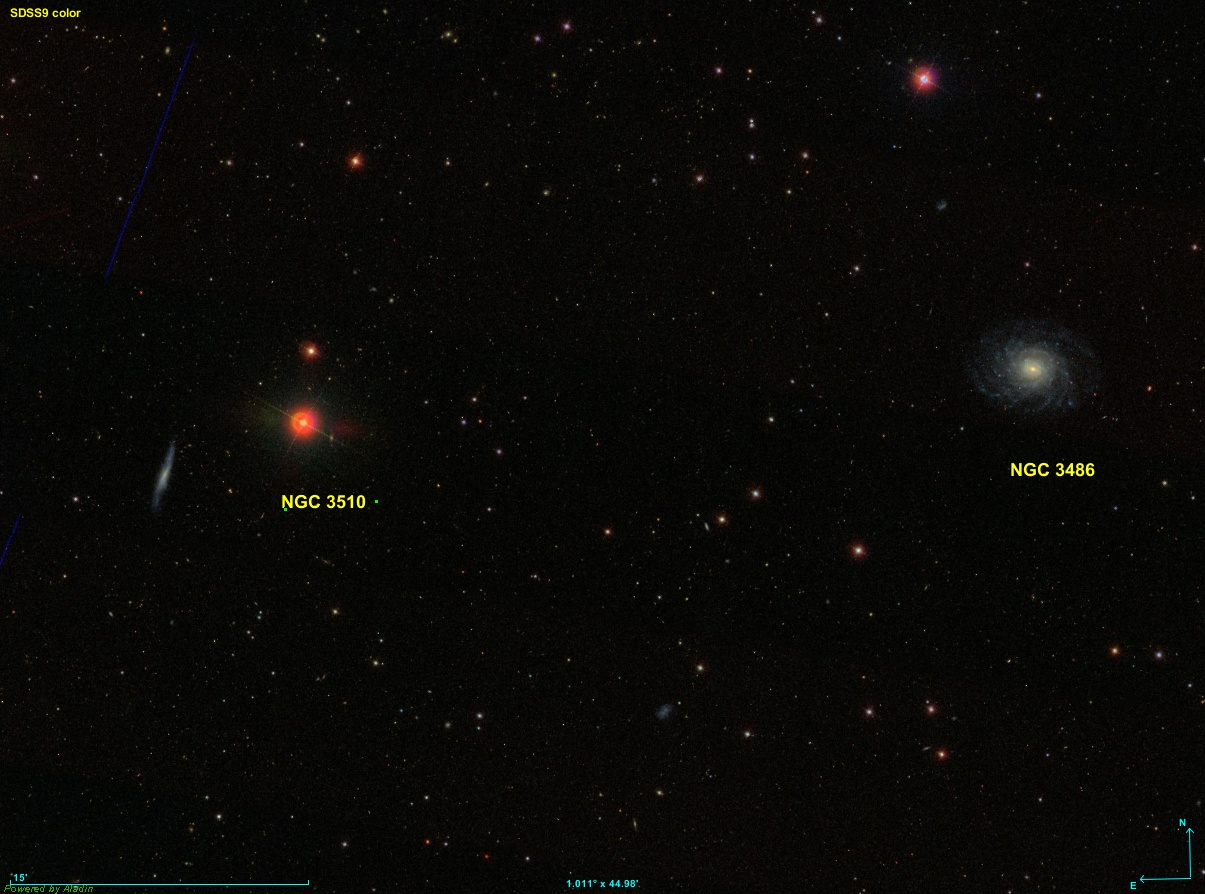
La paire de galaxies NGC 3486 et NGC 3510.

NGC 3510 et NGC 3486 forment une paire de galaxies.

## Supernova
La supernova SN 1996cb été découverte  dans NGC 3510 le 15 décembre 1996 par l'astronome amateur japonais Masakatsu Aoki. Cette supernova était de type Ib.